# Panhard & Levassor 12CV
Con la sigla 12CV, riferita alla produzione della Casa automobilistica francese Panhard & Levassor, si intende una delle due famiglie di vetture che, assieme alla famiglia delle 10CV, andava a costituire la fascia media della gamma Panhard & Levassor. Complessivamente questa famiglia di vetture venne prodotta nel periodo compreso tra il 1909 e il 1931.

## Storia, modelli ed evoluzione
Si tratta di una grande famiglia di vetture articolatasi in vari modelli via via sempre più evoluti e sofisticati, principalmente equipaggiati con motori a 4 cilindri, con l'eccezione di un solo modello introdotto alla fine di questo lungo periodo ed equipaggiato con un motore a 6 cilindri. Dato l'ampio arco di tempo in cui questi modelli sono stati prodotti, le innovazioni sono state numerose, ragion per cui in questa sede si preferisce suddividerne la storia in piccoli paragrafi per maggior chiarezza.

### I primi anni di produzione

#### Type X5
La prima vettura appartenente alla fascia fiscale da 12 CV fu lanciata sul mercato nell'ottobre 1909 come Type X5: non fu presentata al Salone di Parigi perché in quell'anno tale manifestazione non ebbe luogo a causa di alcuni malintesi fra gli organizzatori. LA Type X5 fu la prima vettura della casa di avenue d'Ivry a montare un motore monoblocco: non più a cilindri gemellati o addirittura a cilindri singoli separati. Ciò fu reso possibile dai progressi in materia di fusione dei metalli e del loro stampaggio. Vennero mantenute le misure caratteristiche di alesaggio e corsa già utilizzate nei motori utilizzati per le vetture da 10 CV fiscali prodotte in quel periodo, pertanto la cilindrata del motore montato nella Type X5 fu sempre da 2402 cm3. Furono altre caratteristiche a cambiare, come ad esempio il nuovo cambio JD a 3 marce, ragion per cui la vettura venne inclusa in una fascia fiscale differente, 12 CV appunto, anziché 10. Tra l'altro, la Type X5 fu proprio destinata a sostituire il modello da 10 CV fiscali in produzione fino a quel momento, ossia la Type X. Quest'ultima venne semplicemente affiancata dal nuovo modello nei primi mesi, per poi esserne completamente sostituita a partire dal gennaio 1910. La produzione della Type X5 durò circa due anni e mezzo: nel marzo del 1912, infatti, essa cessò dopo che la vettura venne prodotta in 1.422 esemplari.

#### Type X16, Type X10 e Type X20
Ma già durante l'estate del 1911 alla Type X5 venne affiancato un nuovo modello, la Type X16, che in pratica altro non fu se non una versione aggiornata e rivista in alcuni dettagli della Type X5 stessa. Per esempio, la Type X16 propose un nuovo cambio a 4 marce. I due modelli proseguirono una carriera commerciale praticamente parallela, ma all'inizio del 1912, quando ancora entrambi erano in listino, venne lanciata sul mercato la Type X10, che montava gli stessi aggiornamenti introdotti nella Type X16, ma con in più una frizione monodisco al posto della vecchia frizione a cono con guarnizione in cuoio. La Type X16 cominciò a essere prodotta nel novembre 1911, ma le prime consegne si ebbero all'inizio dell'anno seguente. Nella sua pur breve carriera la Type X10 ottenne un buon successo di vendite, essendo stata prodotta in 900 esemplari.
Alla Type X10, nel marzo del 1913 succedette la Type X20, che in pratica non fu altro che una Type X10 dotata di trasmissione a giunto elastico anziché cardanico. Tale modello venne prodotto per un altro anno ancora e totalizzò complessivamente 701 esemplari.

#### La Type X25 attraverso la guerra
Nel mese di marzo del 1914, la Type X20 venne a sua volta sostituita dalla Type X25, che venne equipaggiata con un motore da 2815 cm3 derivato dalla rialesatura del motore da 2,2 litri della Type X19. Rimasero invariate le altre soluzioni tecniche, come ad esempio la trasmissione a giunto elastico. Questa vettura fu uno dei cinque modelli che aiutarono la Panhard & Levassor a passare indenne attraverso le mille grosse difficoltà che comportò l'entrata della Francia nella prima guerra mondiale. La sua produzione si protrasse quindi per quasi tutto il periodo bellico, fino al gennaio del 1918. In totale ne vennero prodotti 881 esemplari.

#### Type X31

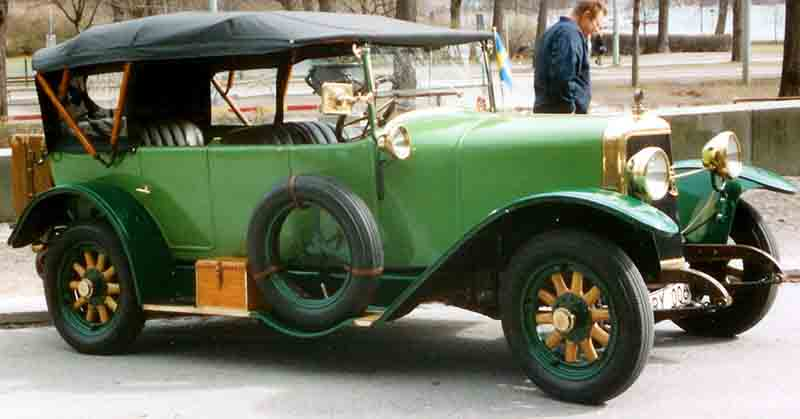
Panhard & Levassor Type X31

Dopo l'uscita di produzione della Type X25, passarono oltre due anni e mezzo prima di rivedere una Panhard & Levassor da 12 CV fiscali. Fu infatti solo nel settembre del 1920 che venne lanciata sul mercato la Type X31, una vettura che in realtà era già stata presentata esattamente un anno prima al Salone di Parigi, ma che per varie vicissitudini legate soprattutto alle difficoltà di ripartenza dopo il conflitto, ne venne fatto slittare l'avvio della produzione addirittura di un anno. La Type X31 venne equipaggiata con un nuovo motore a 4 cilindri, anch'esso nato dalla rialesatura del motore della Type X19, anche se stavolta il diametro delle canne cilindro venne aumentato di soli 2 mm, dando così luogo a una cilindrata di 2275 cm3. La produzione di questo modello durò poco più di due anni, precisamente fino al dicembre 1922: durante questo periodo venne prodotto e venduto in 1.376 esemplari.

### I modelli a motore Knight

#### Dalla Type X39 alla Type X45

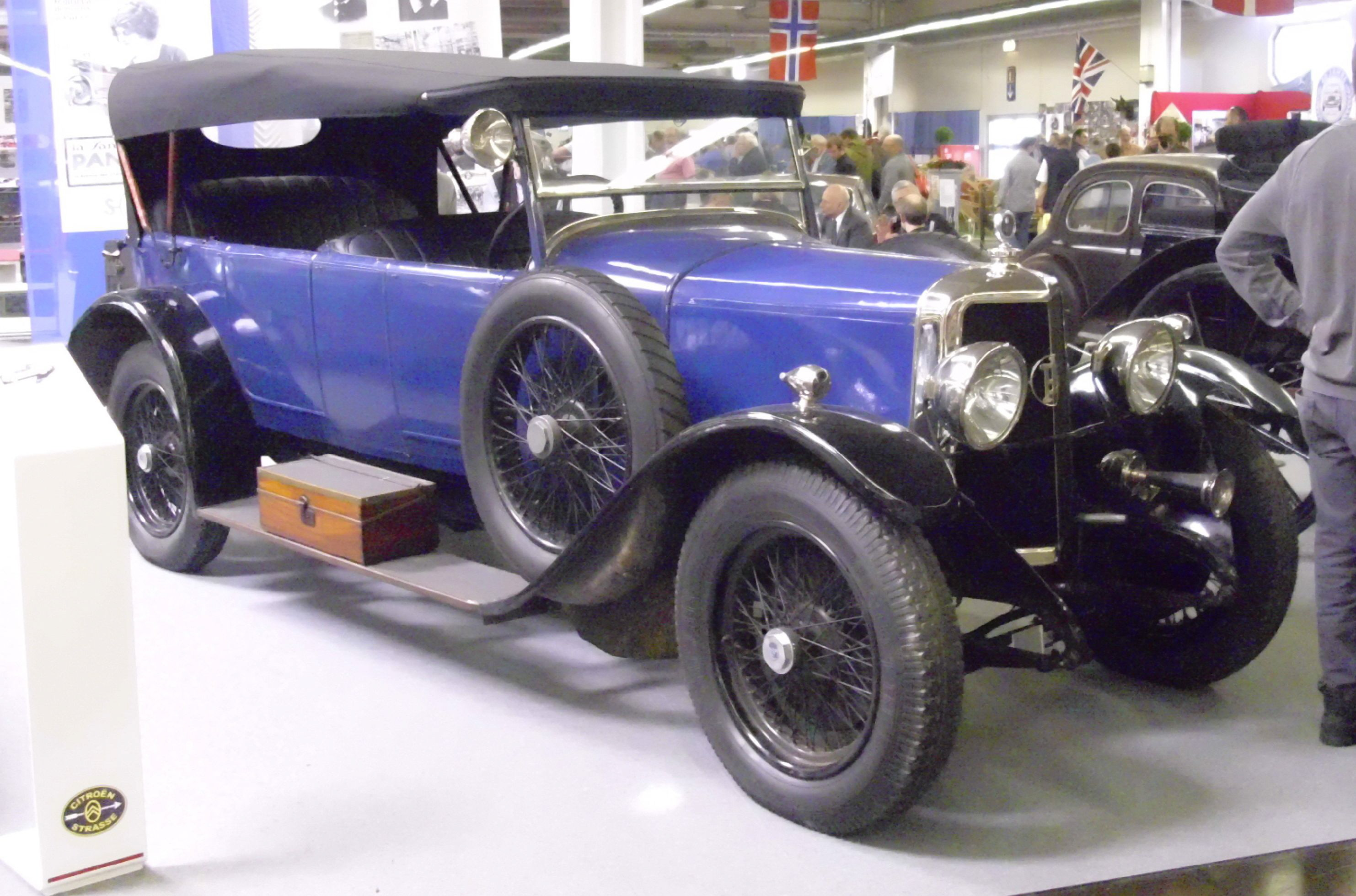
Panhard & Levassor Type X45

Al Salone di Parigi del 1922 venne presentata la Type X39, una vettura che propose numerose novità, tra cui innanzitutto il nuovo motore Knight con valvole a fodero e cilindrata di 2297 cm3. Inoltre venne proposta su di un telaio a passo allungato rispetto a prima e infine l'impianto frenante venne esteso finalmente anche all'avantreno. Rimase invariata la trasmissione a giunto elastico. La commercializzazione di questo modello, tuttavia, fu avviata all'inizio del 1923. Durante l'anno seguente, la casa di avenue d'Ivry lavorò alacremente ai suoi motori Knight per eliminarne tutti i difetti e accrescerne le doti di affidabilità. Per questo motivo diversi modelli della casa furono oggetto di svariati aggiornamenti proprio in quell'anno, dando vita a modelli di transizione con sigle differenti. La Type X39 non fece eccezione e nel corso del 1924 venne sostituita dalla Type X43, che durò pochi mesi in listino per poi lasciare il posto al modello definitivo, denominato Type X45: quest'ultima fu caratterizzata fra l'altro da un telaio a passo ulteriormente allungato, da carreggiate allargate e dall'avviamento a dinamo. La gamma carrozzerie della Type X45 includeva versioni torpedo, limousine e coupé de ville. Di tutti i modelli Panhard & Levassor da 12 CV fiscali, la Type X45 fu quella che durò più a lungo nei listini della casa. La sua produzione terminò infatti solo nell'agosto del 1930: in totale, tra tutti i tre modelli descritti in questo paragrafo, vennero prodotti 3.506 esemplari, più 29 esemplari di Type X39 e Type X45 allestiti come camioncini, anche se ufficialmente non fecero mai parte della gamma.

#### La Type X63 a 6 cilindri
La voglia della Panhard & Levassor di competere con le case più d'élite della sua epoca portò a estendere il frazionamento a 6 cilindri dei suoi motori anche nelle parti basse della gamma: così, dopo aver lanciato già nel 1927 la Type X59 da 10 CV fiscali, nel settembre 1928 l'offerta venne completata con l'arrivo del modello da 12 CV fiscali, ossia la Type X63, con motore da 2344 cm3, sempre di tipo Knight. Questo modello, che conobbe anche un successo relativamente buono, venne prodotto fino all'inizio del 1931 e fu l'ultima 12CV prodotta dalla Panhard & Levassor commercializzata come tale, visto che 12CV era anche la denominazione commerciale vera e propria di queste vetture. In totale ne vennero prodotti 1.629 esemplari. Verrà sostituita dalle versioni di base della 6CS.

### Tabella riepilogativa
Di seguito vengono riepilogate le caratteristiche relative ai modelli da 12 CV fiscali prodotti dalla Panhard & Levassor nel corso degli anni:
| Panhard & Levassor 12CV (1909-31) |        |             |            |                  |                     |                    |                    |
| Modello                           | Motore | N° cilindri | Cilindrata | Trasmissione     | Cambio/ N° rapporti | Anni di produzione | Esemplari prodotti |
| Type X5                           | U4E    | 4           | 2402       | Giunto cardanico | Manuale a 3 marce   | 10/1909-03/1912    | 1.422              |
| Type X16                          | LU4E   | 4           | 2402       | Giunto cardanico | Manuale a 4 marce   | 07/1911-03/1912    | 268                |
| Type X10                          | LU4E   | 4           | 2402       | Giunto cardanico | Manuale a 4 marce   | 11/1911-03/1913    | 900                |
| Type X20                          | LU4E2  | 4           | 2402       | Giunto elastico  | Manuale a 4 marce   | 04/1913-04/1914    | 701                |
| Type X25                          | SU4E   | 4           | 2815       | Giunto elastico  | Manuale a 4 marce   | 03/1914-01/1918    | 881                |
| Type X31                          | SU4D   | 4           | 2150       | Giunto elastico  | Manuale a 4 marce   | 09/1920-09/1922    | 1.376              |
| Type X39                          | SK4D   | 4           | 2297       | Giunto elastico  | Manuale a 4 marce   | 10/1922-08/1930    | 3506               |
| Type X43                          | SK4D   | 4           | 2297       | Giunto elastico  | Manuale a 4 marce   | 10/1922-08/1930    | 3506               |
| Type X45                          | SK4D   | 4           | 2297       | Giunto elastico  | Manuale a 4 marce   | 10/1922-08/1930    | 3506               |
| Type X63                          | SK6C4  | 6           | 2344       | Giunto elastico  | Manuale a 4 marce   | 09/1928-12/1931    | 1.629              |